# Kletterabenteuer
Kletterabenteuer is een attractie in het Nederlandse attractiepark Toverland. De attractie is geopend in 2001 en ligt in het themagebied Wunderwald.
Bij Kletterabenteuer kunnen de jonge bezoekers hoog boven de andere bezoekers klimmen via touwbruggen, rollerbanen en netten. 
Lijst van attracties in Attractiepark Toverland · Afbeeldingen